# Марија Видовић Абесинка
Марија Видовић — Абесинка (Новска, 6. фебруар 1924 — Јалковец, код Вараждина, 29. април 1942) била је учесница Народноослободилачке борбе и народни херој Југославије.

## Биографија
Рођена је 6. фебруара 1924. године у Новској. Потиче из сиромашне сељачке породице. Њени родитељи, су се због сиромаштва, 1919. године преселили из Кућана Доњег у Новску. Отац Иван, инвалид из Првог светског рата, умро је кад Марија још није имала ни годину, а мајка је остала сама са четворо мале деце.
Завршивши основну школу у Новској, Марија је отишла на занат код сеоског трговца. Као и остали шегрти, радила је тешке послове, који нису били у вези с њеним занатом. Кад више није могла издржати напоре, напустила је занат. Кад јој је, 1938. године, умрла мајка, Марија је, са 14 година, преузела све кућне послове.
Године 1939. приступила је радничком покрету и исте године постала члан Савеза комунистичке омладине Југославије. И Маријина три брата активно су учествовала у радничком покрету. Непосредно пред рат, Марија је на кратко време напустила Новску. Отишла је најприје у Загреб, а касније у Карловац, и запослила се као радник. Међутим, убрзо се враћа кући у Новску, где је учествовала у свим револуционарним акцијама: у дељењу летака, скупљању добровољних прилога, организовању кружока, рада међу омладином, ширењу напредне литературе и др.
После окупације Југославије, Партија јој је дала задатак да успостави прекинуте везе са партијском организацијом у Посавини. Више пута је обилазила, као курир, на различите везе, носећи упутства и материјале. У почетку, нико од власти није сумњао да би ситна девојчица могла носити летке и прогласе Централног комитета КПЈ, у којима се народ позива на оружани устанак. Септембар 1941. године, усташе су ухапсиле Марију и њеног најстаријег брата. У затвору су мучени неколико дана, али пошто нису ништа признали, пуштени су.
Изишавши из затвора, Марија је наставила да делује. Сваког дана је у затвор носила храну најмлађем брату, који је ту био затворен, као талац. По наређењу Партије, успела је да у затвор унесе пиштољ и две бомбе, а затим је учествовала у успешној акцији спашавања другова из затвора, 2. октобра 1941. године.
Кад јој се најстарији брат, крајем октобра 1941. године спремао у партизане, Марија је тражила да пође с њим. После дугог уверавања да је то немогуће, Марија је пристала да се привремено смести код рођака, најпре у Загреб, а касније у Вараждин. Одатле је, крајем марта 1942. године, отишла на Калник, у Прву калничку партизанску чету - и ту је учествовала у свим акцијама чете у току марта.
Поткрај априла 1942. године, непријатељ је кренуо у офанзиву на Калник. Три дана и три ноћи, по киши и снегу, борила се чета од 56 партизана против 3.000 добро наоружаних непријатељских војника. Уз тешке губитке, партизани су успели пробити непријатељски обруч. Марија се с четворицом другова пребацила, преко Бедње, према Вараждину. Уморни и гладни, одлучили су да се склоне у кућицу у селу Јалковцу, у непосредној близини Вараждина, и да се ту одморе. Неко их је приметио и издао усташама. Рано ујутро 29. априла, усташе су опколиле кућу и позвале партизане да се предају. Партизани су одговорили ватром и после тросатне борбе, Марија је једина остала жива. Да не би пала непријатељу жива у руке извршила је самоубиство.
Указом председника ФНР Југославије Јосипа Броза Тита 27. новембра 1953. проглашена је за народног хероја.
Сахрањена је у спомен-костурници палих бораца на вараждинском гробљу.